# James Goddard
James Francis Goddard (Victoria, Seychelles, 30 de marzo de 1983) es un deportista británico que compitió en natación.
Ganó una medalla de bronce en el Campeonato Mundial de Natación en Piscina Corta de 2008, una medalla de plata en el Campeonato Europeo de Natación de 2012 y dos medallas en el Campeonato Europeo de Natación en Piscina Corta de 2008.
Participó en tres Juegos Olímpicos de Verano, ocupando el cuarto lugar en Atenas 2004 (200 m espalda), el sexto en Pekín 2008 y el séptimo en Londres 2012 (200 m estilos).

## Palmarés internacional
| Campeonato Mundial en Piscina Corta | Campeonato Mundial en Piscina Corta | Campeonato Mundial en Piscina Corta | Campeonato Mundial en Piscina Corta |
| Año                                 | Lugar                               | Medalla                             | Prueba                              |
| ----------------------------------- | ----------------------------------- | ----------------------------------- | ----------------------------------- |
| 2008                                | Mánchester (Reino Unido)            | Medalla de bronce                   | 200 m estilos                       |
| Campeonato Europeo                  |                                     |                                     |                                     |
| Año                                 | Lugar                               | Medalla                             | Prueba                              |
| 2012                                | Debrecen (Hungría)                  | Medalla de plata                    | 200 m estilos                       |
| Campeonato Europeo en Piscina Corta |                                     |                                     |                                     |
| Año                                 | Lugar                               | Medalla                             | Prueba                              |
| 2008                                | Rijeka (Croacia)                    | Medalla de oro                      | 200 m estilos                       |
| 2008                                | Rijeka (Croacia)                    | Medalla de bronce                   | 100 m estilos                       |